# Hagmyren
Arena Hagmyren ("Hudiktravet") är en travbana utanför Hudiksvall. Hagmyren är en 1000-metersbana med ett av Sveriges kortaste upplopp. Hagmyren invigdes 1956. Innan dess kördes under flera år istrav på Lillfjärden i Hudiksvall.

## Historia
Hagmyren drivs av Norra Hälsinglands Travsällskap som grundades 1952. Travbanan invigdes 1956. Hagmyren är den tusenmetersbana i landet som har det näst kortaste upploppet, endast 161 meter.
Tävlingsbanan har ingen belysning, vilket gör att det främst arrangeras tävlingar under årets ljusaste del.

## Större lopp
E.J:s Guldsko, som körs till minnet av Ernst Johan Nordin – far till Sören, Gunnar och Gösta Nordin, är banans största lopp. Det har körts ända sedan år 1965 och lockat många elithästar till Hagmyren.

## Profiler
Genom tiderna har flera större profiler huserat vid banan. Ernst Johan Nordin var hemmahörande på banan fram till 1927, då han bestämde sig för att lämna Hälsingland och etablera sig på Solvalla. Även Stig H. Johansson var verksam vid banan fram till tidigt 1960-tal.
Kallblodskungen Jan-Olov Persson, som bland annat tränat Järvsöfaks, är idag (2019) en av banans större profiler.
Ett tiotal professionella travtränare har Hagmyren som hemmabana (2019).

### Rekord
Absoluta banrekordet på Hagmyren innehas av Antonio Tabac, som 29 maj 2020 vann på tiden 1.09,5 över 1 640 meter med autostart.